# Ainay-le-Château
Ainay-le-Château és un municipi francès, situat al departament de l'Alier i a la regió d'Alvèrnia-Roine-Alps. L'any 2007 tenia 1.107 habitants.

## Demografia

### Població
El 2007 la població de fet d'Ainay-le-Château era de 1.107 persones. Hi havia 484 famílies de les quals 188 eren unipersonals (68 homes vivint sols i 120 dones vivint soles), 168 parelles sense fills, 92 parelles amb fills i 36 famílies monoparentals amb fills.
La població ha evolucionat segons el següent gràfic:
Habitants censats

### Habitatges
El 2007 hi havia 691 habitatges, 508 eren l'habitatge principal de la família, 76 eren segones residències i 107 estaven desocupats. 643 eren cases i 46 eren apartaments. Dels 508 habitatges principals, 341 estaven ocupats pels seus propietaris, 150 estaven llogats i ocupats pels llogaters i 17 estaven cedits a títol gratuït; 7 tenien una cambra, 48 en tenien dues, 101 en tenien tres, 143 en tenien quatre i 209 en tenien cinc o més. 329 habitatges disposaven pel capbaix d'una plaça de pàrquing. A 257 habitatges hi havia un automòbil i a 148 n'hi havia dos o més.

### Piràmide de població
La piràmide de població per edats i sexe el 2009 era:
| Homes | Edats   | Dones |
| ----- | ------- | ----- |
| 0     | 95 o +  | 4     |
| 8     | 90 a 94 | 0     |
| 16    | 85 a 89 | 12    |
| 24    | 80 a 84 | 24    |
| 44    | 75 a 79 | 36    |
| 56    | 70 a 74 | 56    |
| 24    | 65 a 69 | 52    |
| 64    | 60 a 64 | 32    |
| 24    | 55 a 59 | 20    |
| 76    | 50 a 54 | 20    |
| 48    | 45 a 49 | 60    |
| 40    | 40 a 44 | 52    |
| 36    | 35 a 39 | 24    |
| 24    | 30 a 34 | 36    |
| 20    | 25 a 29 | 24    |
| 36    | 20 a 24 | 20    |
| 24    | 15 a 19 | 32    |
| 32    | 10 a 14 | 28    |
| 24    | 5 a 9   | 20    |
| 20    | 0 a 4   | 28    |

## Economia
El 2007 la població en edat de treballar era de 618 persones, 426 eren actives i 192 eren inactives. De les 426 persones actives 374 estaven ocupades (200 homes i 174 dones) i 52 estaven aturades (25 homes i 27 dones). De les 192 persones inactives 85 estaven jubilades, 32 estaven estudiant i 75 estaven classificades com a «altres inactius».

### Ingressos
El 2009 a Ainay-le-Château hi havia 484 unitats fiscals que integraven 982 persones, la mediana anual d'ingressos fiscals per persona era de 16.553 €.

### Activitats econòmiques
Dels 57 establiments que hi havia el 2007, 1 era d'una empresa extractiva, 3 d'empreses alimentàries, 1 d'una empresa de fabricació d'elements pel transport, 12 d'empreses de construcció, 13 d'empreses de comerç i reparació d'automòbils, 4 d'empreses de transport, 4 d'empreses d'hostatgeria i restauració, 2 d'empreses financeres, 3 d'empreses immobiliàries, 4 d'empreses de serveis, 7 d'entitats de l'administració pública i 3 d'empreses classificades com a «altres activitats de serveis».
Dels 26 establiments de servei als particulars que hi havia el 2009, 1 era una oficina de correu, 2 oficines bancàries, 3 tallers de reparació d'automòbils i de material agrícola, 2 paletes, 2 guixaires pintors, 2 fusteries, 4 lampisteries, 2 electricistes, 2 perruqueries, 1 veterinari, 3 restaurants, 1 agència immobiliària i 1 saló de bellesa.
Dels 10 establiments comercials que hi havia el 2009, 1 era un supermercat, 1 una botiga de menys de 120 m², 2 fleques, 1 una carnisseria, 1 una botiga de roba, 1 una sabateria, 1 una botiga d'electrodomèstics, 1 un drogueria i 1 una floristeria.
L'any 2000 a Ainay-le-Château hi havia 26 explotacions agrícoles que ocupaven un total de 2.175 hectàrees.

## Equipaments sanitaris i escolars
El 2009 hi havia 1 un hospital de tractaments de llarga durada, 1 psiquiàtric, 1 farmàcia i 1 ambulància.
El 2009 hi havia 1 escola maternal i 1 escola elemental.

## Poblacions més properes
El següent diagrama mostra les poblacions més properes.

## Fills il·lustres
- André Michel Lwoff (1902 - 1994) microbiòleg, Premi Nobel de Medicina o Fisiologia de l'any 1965.